# Stuart Baxter
Stuart William Baxter (Wolverhampton, 16 augustus 1953) is een voormalig profvoetballer uit Schotland, die speelde als middenvelder voor onder meer Preston North End en Dundee United. Na zijn actieve loopbaan stapte hij het trainersvak in.

## Bondscoach
Baxter was onder meer bondscoach van Zuid-Afrika (2004-2005) en Finland (2008-2010). Daar werd hij in het najaar van 2010 onder druk van pers en publiek gedwongen op te stappen en vervangen door oud-international Mixu Paatelainen. Onder leiding van Baxter had Finland een vrije val gemaakt op de FIFA-wereldranglijst, van de 33ste naar de 86ste plaats. Van de 31 wedstrijden onder zijn leiding werden 17 duels verloren en 8 gewonnen. In 2017 werd hij opnieuw bondscoach van Zuid-Afrika.

## Erelijst

### Als trainer
Sanfrecce Hiroshima
- J-League

1994
 AIK Fotboll
- Allsvenskan

1998
- Svenska Cupen

1998–99
 Helsingborgs IF
- Svenska Cupen

2006